# Каве (Казерта)
Каве је насеље у Италији у округу Казерта, региону Кампанија.
Према процени из 2011. у насељу је живело 259 становника. Насеље се налази на надморској висини од 358 м.